# 벳핀상
《벳핀상》(일본어: べっぴんさん)은 2016년 10월 3일부터 2017년 4월 1일까지 방송된 NHK 연속 TV 소설의 제95시리즈 작품이다.

## 기획·제작
여주인공·반도 스미레의 모델은, 어패럴 메이커 파밀리아 창업자 중 한 명인 반노 아쓰코(坂野惇子)로, 쇼와 시대의 효고현 고베시나 오사카 등을 배경으로, 전후의 불탄 자리 속에서 아동복 제작에 매진하는 모습을 그린다.
2016년 1월부터 2월에 여주인공 오디션이 열려, 4월 6일에 요시네 쿄코가 뽑힌 것이 발표되었다. 5월 16일에는 주요 출연자가 발표되어, 5월 25일에 고베·기타노이진칸 거리에서 크랭크인했다.
또 6월 30일에, 포스터와 오프닝 영상은 키요카와 아사미가 담당하는 것이 발표되었다.

### 로케이션 장소

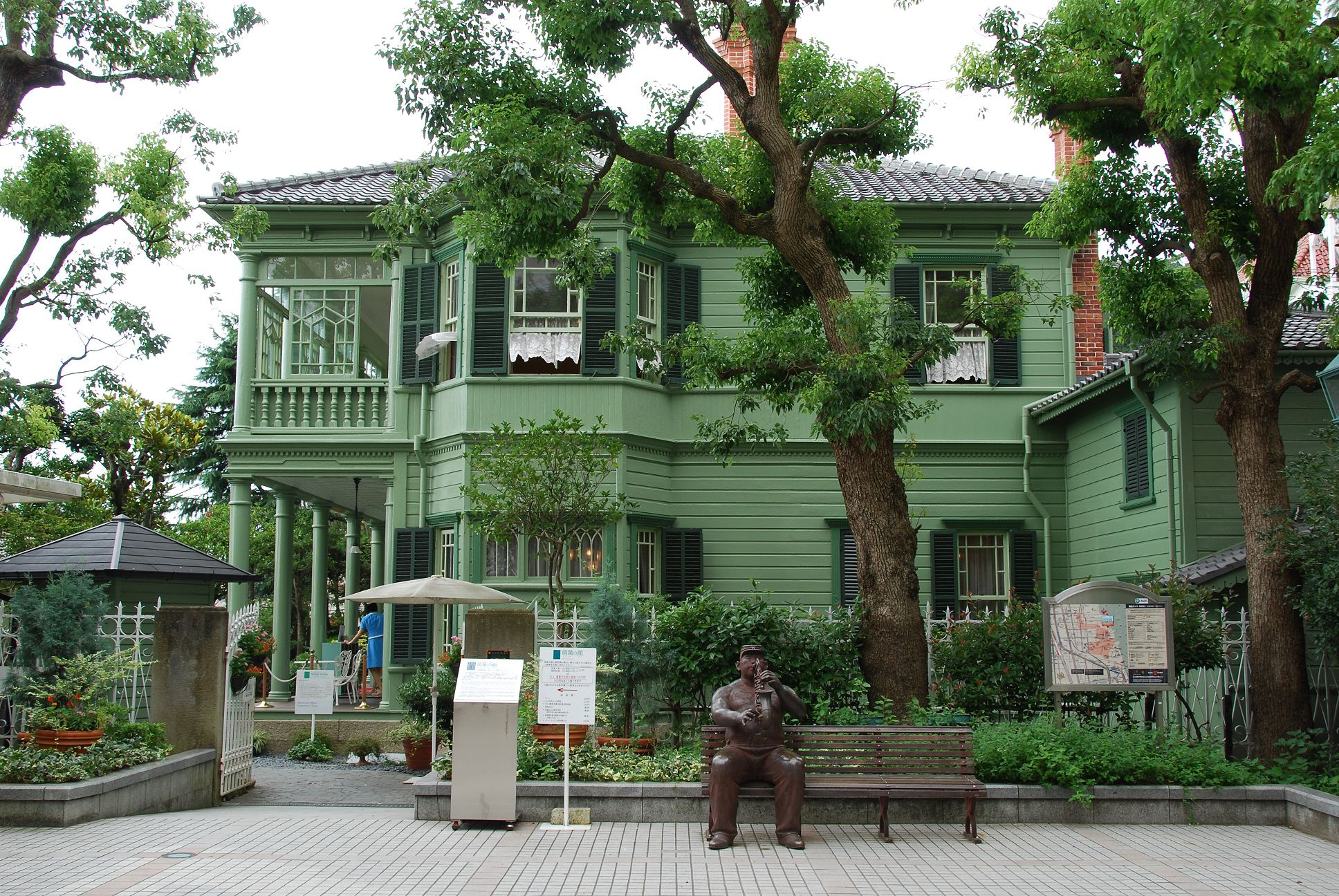
연둣빛 주택 (고베 시)
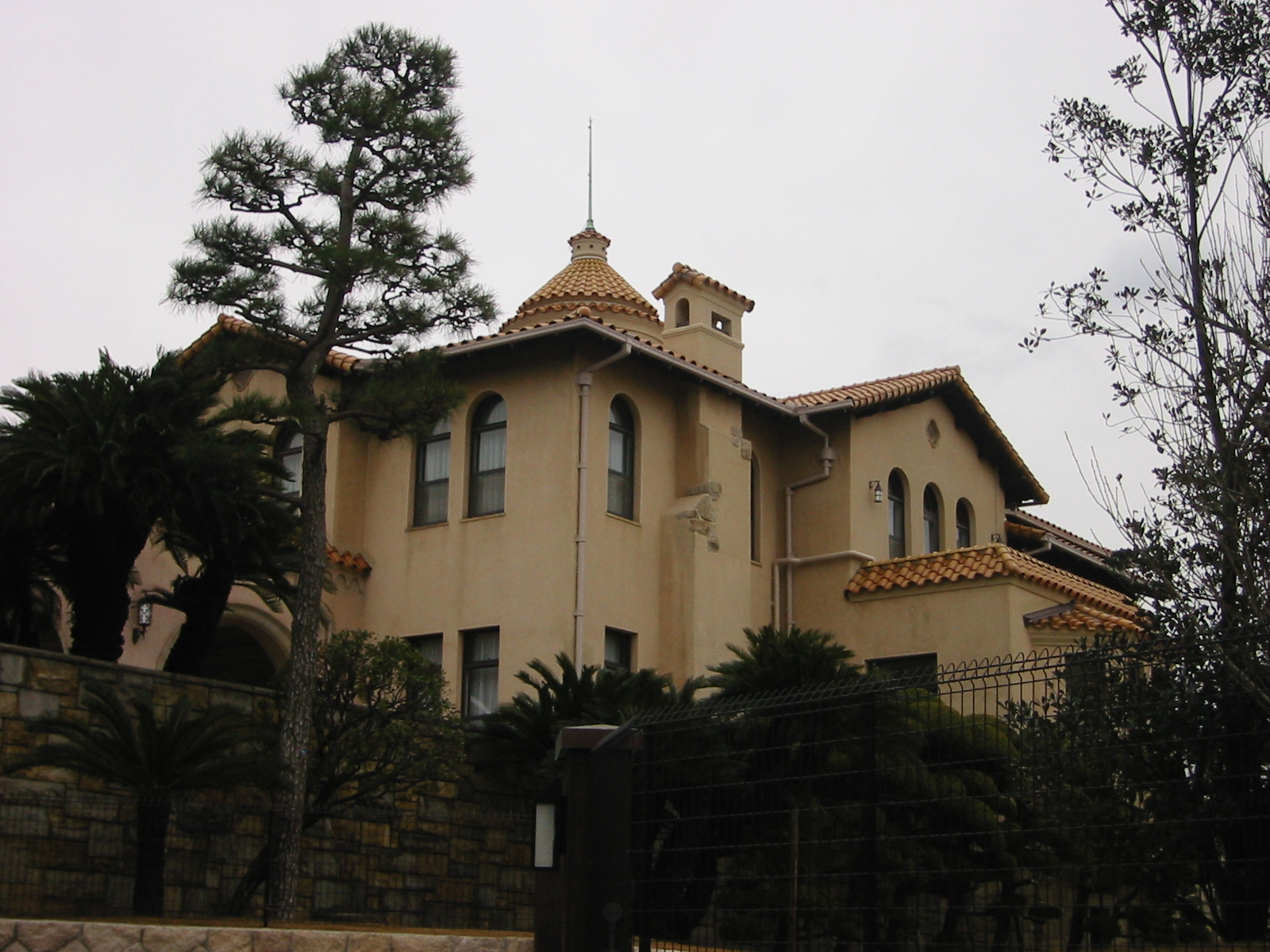
제임스 저택 (고베 시)[7].
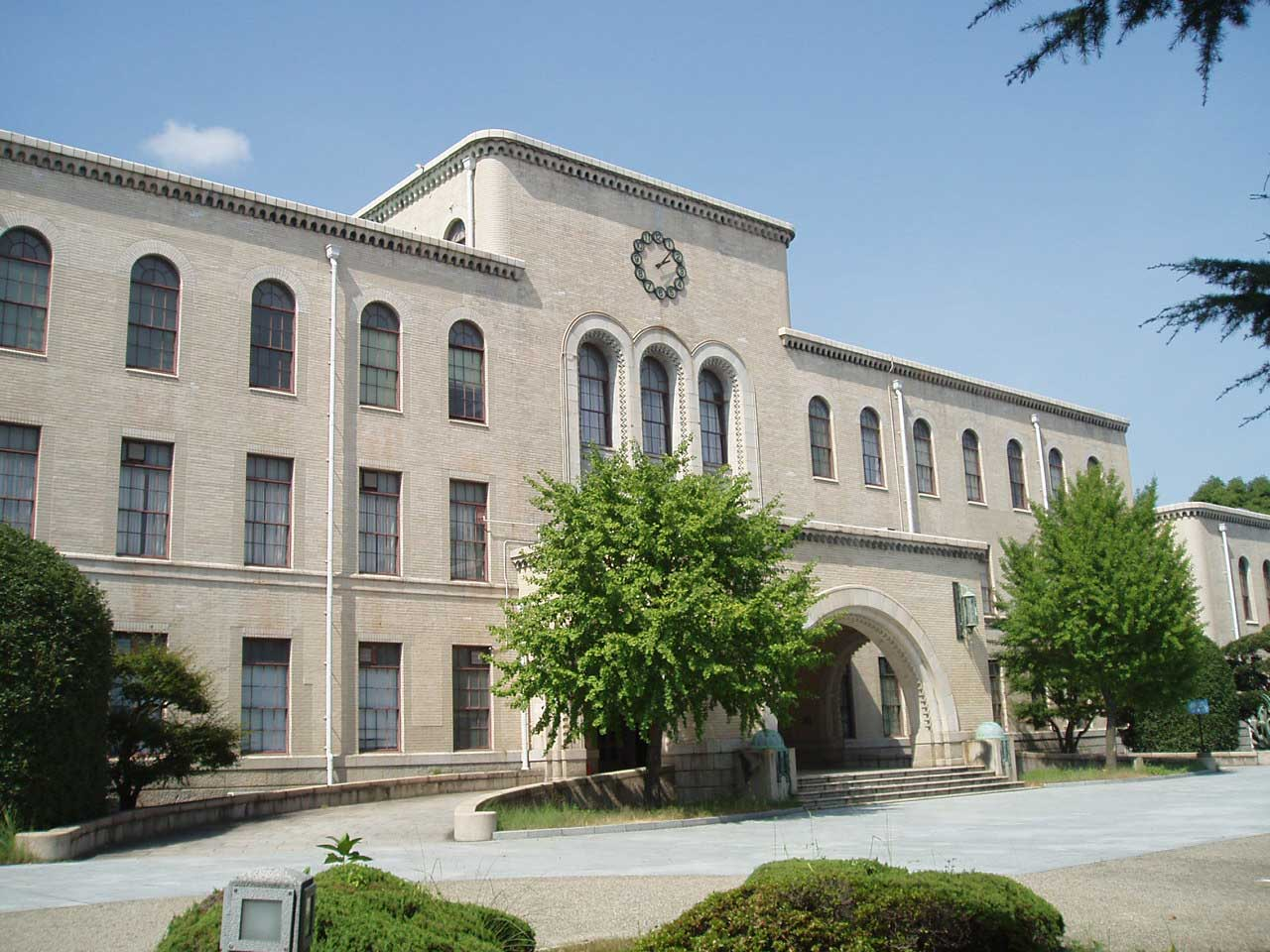
고베 대학 (고베 시)[7].
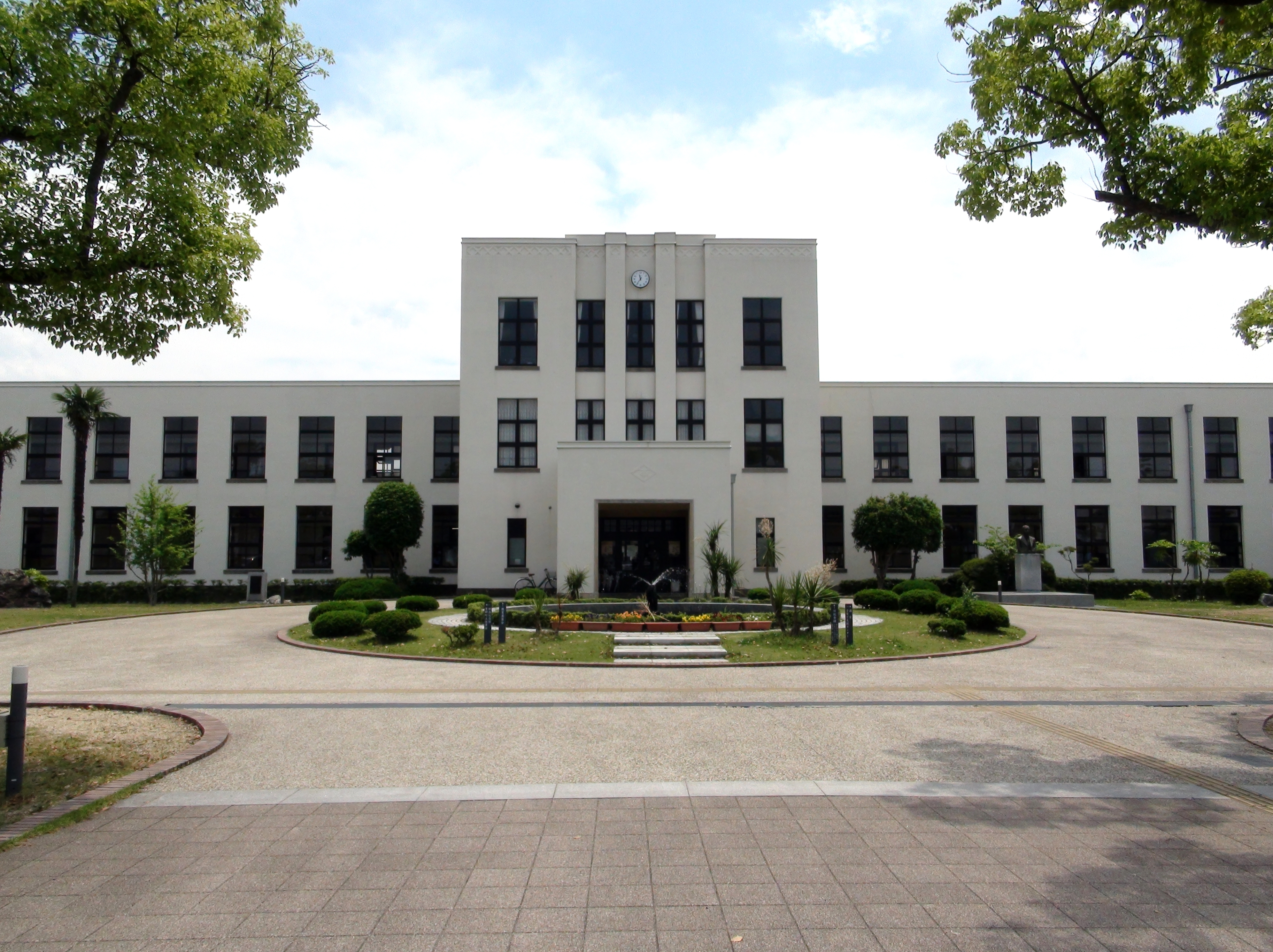
구 도요사토 정립 도요사토 초등학교 교사군 (도요사토정)[8].

## 등장인물
반도 스미레 - 요시네 쿄코
본작의 주인공.

### 고베의 사람들
반도 이소야 - 나마세 카츠히사(유소기 - 와타나베 코노미)
스미레와 유리의 아버지.
반도 하나 - 칸노 미호 ※이야기
스미레와 유리의 어머니.
반도 유리→노가미 유리 - 렌부츠 미사코(유소기 - 우치다 아야카)
스미레의 언니.
반도 사쿠라→무라타 사쿠라연 - 이가시라 마나미(4세 - 아와노 사리)
스미레와 유키오 부부의 장녀. 이소야와 하나 부부, 고로와 후미 부부의 손자. 토쿠코의 증손.
이구치 츄이치로 - 소가노야 분도
반도 가의 집사.
사토 키요 - 미야타 케이코
반도 가의 조추.

### 노가미 가의 사람들
노가미 키요시 - 코라 켄고(유소기 - 오야기 카이토)
스미레의 소꿉친구.
노가미 쇼조 - 나구라 준
키요시의 아버지.
노가미 쇼타요 - 시다 하루토
유리와 키요시 부부의 장남. 이소야와 하나 부부, 고로와 후미 부부의 손자. 토쿠코의 증손.
노가미 야에 - 카와세 마리
키요시의 어머니.

### 타나카 가의 사람들
타나카 노리오→반도 노리오- 나가야마 켄토(유소기 - 타마야마 우타)
스미레의 남편하고 소꿉 친구.
타나카 고로 - 호리우치 마사미
유키오의 아버지.
타나카 토미 - 오시타니 카오리
유키오의 어머니.

### 키아리스의 사람들
오노 아케미 - 타니무라 미츠키(유소기 - 츠보우치 하나)
반도 가의 조추 마츠의 딸.
타다 료코→오자와 료코 - 모모타 카나코
스미레의 여학교 시대의 동급생.
타사카 키미에 - 츠치무라 카호
스미레의 여학교 시대의 동급생.
아다치 타케시 - 나카지마 히로키
키아리스의 종업원.
사이조 이치로 - 나가세 타스쿠
키아리스의 직원.

### 키아리스 다이큐 백화점 지점의 사람들
타카니시 에츠코 - 타키 유카리
스미레의 여학교 시대의 동급생.
후지코 - 시마즈이 카나
에츠코의 여학교 시대의 친구.
준코 - 코바야시 사리
에츠코의 여학교 시대의 친구.

### 기타
아사다 시게오 - 이치무라 마사치카

반도 토쿠코 - 나카무라 타마오

반도 쵸타로 - 혼다 히로타로

반도 세츠코 - 야마무라 모미지

반도 시즈코 - 미쿠라 마나

오자와 카츠지 - 타나카 요지

무라타 쇼이치 - 히라오카 유타

이와사 에이스케 - 마츠시타 유야

무라타 코토코 - 이시노 요코

## 스태프
- 작 - 와타나베 치호
- 음악 - 세부 히로코
- 주제가 - Mr.Children 〈빛의 아틀리에〉 (TOY'S FACTORY)
- 연출 - 나기카와 요시로, 닛타 신조, 아다치 모지리
- 제작 통괄 - 미키 카즈키

## 방송 일자
| 주 | 회        | 방송일                     | 부제                         | 연출            | 시청률 |
| -- | --------- | -------------------------- | ---------------------------- | --------------- | ------ |
| 1  | 01 - 06   | 2016년 10월 3일 ~ 10월 8일 | 마음을 담은 특별한 물건      | 나기카와 요시로 | 20.0%  |
| 2  | 07 - 012  | 10월 10일 ~ 10월 15일      | 행복의 형태                  | 아다치 모지리   | 19.8%  |
| 3  | 013- 018  | 10월 17일 ~ 10월 22일      | 어쨌든 앞으로                | 나기카와 요시로 | 20.3%  |
| 4  | 019- 024  | 10월 24일 ~ 10월 29일      | 네 잎 클로버                 | 아다치 모지리   | 20.1%  |
| 5  | 025- 030  | 10월 31일 ~ 11월 5일       | 아버님의 등                  | 닛타 신조       | 20.3%  |
| 6  | 031- 036  | 11월 7일 ~ 11월 12일       | 웃는 얼굴을 한 번 더         | 닛타 신조       | 20.8%  |
| 7  | 037- 042  | 11월 14일 ~ 11월 19일      | 미래                         | 아다치 모지리   | 21.0%  |
| 8  | 043- 048  | 11월 21일 ~ 11월 26일      | 멈춘 채인 시계               | 나기카와 요시로 | 20.8%  |
| 9  | 049- 054  | 11월 28일 ~ 12월 3일       | 찬스 도래!                   | 나카노 료헤이   | 20.6%  |
| 10 | 055- 060  | 12월 5일 ~ 12월 10일       | 장사의 성지에                | 아다치 모지리   | 20.9%  |
| 11 | 061- 066  | 12월 12일 ~ 12월 17일      | 해야 할 것                   | 나기카와 요시로 | 20.9%  |
| 12 | 067- 072  | 12월 19일 ~ 12월 24일      | 상냥한 선물                  |                 | 20.9%  |
| 13 | 073- 075  | 12월 26일 ~ 12월 28일      | 언제나처럼                   | 닛타 신조       | 20.9%  |
| 14 | 076- 079  | 2017년 1월 4일 ~ 1월 7일   | 신춘, 마음 새로이            | 닛타 신조       | 20.1%  |
| 15 | 080 - 085 | 1월 9일 ~ 1월 14일         | 사쿠라                       | 나기카와 요시로 | 20.6%  |
| 16 | 086 - 091 | 1월 16일 ~ 1월 21일        | 닿지 않는 마음               | 아다치 모지리   | 21.1%  |
| 17 | 092 - 097 | 1월 23일 ~ 1월 28일        | 내일에의 여행                | 아다치 모지리   | 21.0%  |
| 18 | 098 - 103 | 1월 30일 ~ 2월 4일         | 지켜야 할 것들               | 닛타 신조       | 20.6%  |
| 19 | 104 - 109 | 2월 6일 ~ 2월 11일         | 희망                         | 나기카와 요시로 | 20.3%  |
| 20 | 110 - 115 | 2월 13일 ~ 2월 18일        | 여행의 때                    | 나기카와 요시로 | 20.0%  |
| 21 | 116 - 121 | 2월 20일 ~ 2월 25일        | 새로운 세계에 오신 것을 환영 | 아다치 모지리   | 20.1%  |
| 22 | 122 - 127 | 2월 27일 ~ 3월 4일         | 어머니의 등                  | 나기카와 요시로 | 20.4%  |
| 23 | 128 - 133 | 3월 6일 ~ 3월 11일         | 사랑을 잇는 것               | 닛타 신조       | 19.7%  |
| 24 | 134 - 139 | 3월 13일 ~ 3월 18일        | 빛이 비치는쪽으로            | 나카노 료헤이   | 19.7%  |
| 25 | 140 - 145 | 3월 20일 ~ 3월 25일        | 시간의 마법                  | 나기카와 요시로 | 19.0%  |
| 26 | 146 - 151 | 3월 27일 ~ 4월 1일         | 에버그린                     | 아다치 모지리   | 19.6%  |

## 스핀오프 드라마

### 스페셜 드라마
스페셜 드라마〈사랑하는 백화점〉의 제목으로 2017년 4월 19일에 NHK BS 프리미엄에서 19시 - 19시 59분에 방송 예정 본편 제17주에 갑자기 밝혀진 대 갑자기 백화점 영업 주임 코야마와 아동 의류 매장 키아리스의 판매원· 에츠코의 결혼. 그 뒤에서 벌어지고 코야마 코타로의 순애 이야기.

### 스핀오프 라디오 드라마
스핀오프 라디오 드라마〈다마고야키 동맹〉의 제목으로 2017년 5월 4일 제1 라디오에서 22시 10분 - 50분에 방송 예정.

### 스핀오프 드라마
벳핀상 특별편〈잊을 수없는 분실물~요소로의 1일~〉의 제목으로 2017년 5월 6일에 NHK BS 프리미엄에서 19시 - 19시 59 분에 방송 예정 본편 제15 - 20주에 등장한 재즈 커피숍 요소로를 배경으로 옴니버스 형식으로 펼쳐진다.
1. 쇼지와 사츠키의 수상한 관계?
2. 세츠코가 괴사건에 도전한다!
3. 키아리스아치 라이벌 등장?!
4. 에이스케와 타케시짱이 대결!
5. 천국의 그 사람이 다시...